# Califfi dello Stato Islamico
Dalla nascita del califfato dello Stato Islamico ai giorni nostri, si sono susseguiti 5 Califfi.

## Poteri e funzioni
Quello di califfo è un titolo di capo di Stato o di capo del governo. La figura del califfo dello Stato Islamico è istituito nel 2014. Non è riconosciuto il governo dello Stato Islamico (IS) dalla comunità internazionale. Il potere del califfo è quella di nominare gli emiri nei territori dell'IS, su consigli o proposte dei mufti.

## Elenco dei Califfi
| Nº | Califfo (nascita-morte) | Califfo (nascita-morte)                            | Regno            | Regno           | Morto il        | Nota |
| Nº | Califfo (nascita-morte) | Califfo (nascita-morte)                            | Inizio           | Fine            | Morto il        | Nota |
| -- | ----------------------- | -------------------------------------------------- | ---------------- | --------------- | --------------- | --- |
| 1º |                         | Abu Bakr al-Baghdadi (1971-2019)                   | 29 giugno 2014   | 27 ottobre 2019 | 27 ottobre 2019 | Morto in un'operazione militare condotta dagli statunitensi: Al-Baghdadi si sarebbe fatto saltare in aria con una cintura esplosiva insieme a due dei suoi figli. Notizia confermata dall'allora Presidente statunitense Donald Trump.                 |
| 2º |                         | Abu Ibrahim al-Hashimi al-Qurashi (1976-2022)      | 31 ottobre 2019  | 3 febbraio 2022 | 3 febbraio 2022 | Il leader dell'Isis, Abū Ibrāhīm al-Hāshimī al-Qurashī, si è fatto esplodere durante il raid delle forze americane nel nord-ovest della Siria. Lo ha riferito un alto funzionario americano. Notizia confermata dal Presidente statunitense Joe Biden. |
| 3º |                         | Abu al Hasan al Hashimi al Qurashi (1980-2022)     | 16 febbraio 2022 | 14 ottobre 2022 | 14 ottobre 2022 | Si è fatto saltare in aria con una cintura esplosiva nel sud della Siria vicino al confine con la Giordania, dichiarato morto da un comunicato della stessa organizzazione jihadista e confermato dagli Stati Uniti.                                   |
| 4º |                         | Abu al-Hussein al-Husseini al-Qurashi (1979?-2023) | 30 novembre 2022 | 29 aprile 2023  | 29 aprile 2023  | Il 30 aprile 2023 il presidente turco Recep Tayyip Erdoğan ha annunciato che nella giornata precedente la Millî İstihbarat Teşkilatı ha rintracciato e ucciso al-Husseini al-Qurashi.                                                                  |
| 5º |                         | Abu Hafs al-Hashimi al-Quraishi                    | 3 agosto 2023    | in carica       | -               | |

## Durata del califfato
| # | Giorni | Califfo                               | Mandato          | Mandato         | Natura della fine del califfato |
| # | Giorni | Califfo                               | Inizio           | Fine            | Natura della fine del califfato |
| - | ------ | ------------------------------------- | ---------------- | --------------- | ------------------------------- |
| 1 | 1 946  | Abu Bakr al-Baghdadi                  | 29 giugno 2014   | 27 ottobre 2019 | Morte                           |
| 2 | 826    | Abu Ibrahim al-Hashimi al-Qurashi     | 30 ottobre 2019  | 3 febbraio 2022 | Morte                           |
| 3 | 665    | Abu Hafs al-Hashimi al-Quraishi       | 3 agosto 2023    | in carica       | in carica                       |
| 4 | 240    | Abu al Hasan al Hashimi al Qurashi    | 16 febbraio 2022 | 14 ottobre 2022 | Morte                           |
| 5 | 150    | Abu al-Hussein al-Husseini al-Qurashi | 30 novembre 2022 | 29 aprile 2023  | Morte                           |